# María Emilia Salerni
María Emilia Salerni (Rafaela, 14 mei 1983) is een voormalig professioneel tennisspeelster uit Argentinië. Zij begon met tennis toen zij vier jaar oud was. Haar favoriete ondergrond is hardcourt of gras. Op zeventienjarige leeftijd was zij ITF Junior Wereldkampioen (2000), door winst op Wimbledon en de US Open bij de junioren, na op Roland Garros in de finale te hebben gestaan.

## Loopbaan

### Enkelspel
Salerni debuteerde in september 1999 op het ITF-toernooi van Asunción (Paraguay) – zij kwam door de kwalificatieronde en stootte in het hoofdtoernooi door naar de finale waarin zij meteen haar eerste ITF-titel veroverde. In totaal won zij twaalf ITF-titels. In 2000 kwalificeerde zij zich voor het eerst voor een WTA-toernooi, in Pattaya (Thailand). In het WTA-circuit bereikte zij eenmaal de finale, op het toernooi van Bogota in 2008 – zij won geen WTA-enkelspeltitels.
Haar beste prestatie op de grandslamtoernooien is het bereiken van de tweede ronde, op de US Open 2005. Haar hoogste positie op de WTA-ranglijst is de 65e plaats, die zij bereikte in februari 2008.
Salerni vertegenwoordigde Argentinië op de Olympische spelen van 2000 in Sydney – zij won haar openingspartij tegen de Witrussin Natallja Zverava, maar verloor in de tweede ronde van Barbara Schett. Zij nam deel aan het Argentijnse Fed Cup-team in de periode 2000–2008.
Na een reeks blessures trad Salerni medio 2009 terug uit de professionele tenniswereld.

### Dubbelspel
In het dubbelspel was Salerni succesvoller dan in het enkelspel. Naast de tien ITF-titels die zij in deze discipline won, stond zij zes keer in een WTA-finale – zij wist daar twee titels uit te slepen: een op het toernooi van Casablanca in 2003 samen met landgenote Gisela Dulko, en een op het toernooi van Québec in 2004 samen met de Amerikaanse Carly Gullickson.
Haar beste prestatie op de grandslamtoernooien is het bereiken van de derde ronde, op de US Open in 2001 en in 2002. Haar hoogste positie op de WTA-ranglijst is de 45e plaats, die zij bereikte in september 2002.

## Posities op deWTA-ranglijst enkelspel
Positie per einde seizoen:
| jaartal | rank |
| ------- | ---- |
| 2009    | 334  |
| 2008    | 240  |
| 2007    | 91   |
| 2006    | 217  |
| 2005    | 148  |
| 2004    | 114  |
| 2003    | 173  |
| 2002    | 127  |
| 2001    | 123  |
| 2000    | 206  |
| 1999    | 460  |

## Palmares
| Legenda                | Legenda                  |
| ---------------------- | ------------------------ |
| Grandslamtoernooi      |                          |
| Olympische Spelen      |                          |
| Year-End Championships |                          |
| tot 2009               | 2009 – 2020 / vanaf 2021 |
| Tier I                 | Premier Mandatory        |
| Tier II                | Premier Five / WTA 1000  |
| Tier III               | Premier / WTA 500        |
| Tier IV & V            | International / WTA 250  |
|                        | Challenger / WTA 125     |

### WTA-finaleplaatsen enkelspel
| nr.              | datum      | toernooi   | ondergrond | tegenstandster         | score    |         |
| ---------------- | ---------- | ---------- | ---------- | ---------------------- | -------- | ------- |
| Verloren finales |            |            |            |                        |          |         |
| 1.               | 2008-02-24 | WTA Bogota | gravel     | Nuria Llagostera Vives | 0-6, 4-6 | details |

### WTA-finaleplaatsen damesdubbelspel
| nr.              | datum      | toernooi          | ondergrond    | partner             | tegenstandsters                            | score          |         |
| ---------------- | ---------- | ----------------- | ------------- | ------------------- | ------------------------------------------ | -------------- | ------- |
| Gewonnen finales |            |                   |               |                     |                                            |                |         |
| 1.               | 2003-04-05 | WTA Casablanca    | gravel        | Gisela Dulko        | Henrieta Nagyová Olena Tatarkova           | 6-3, 6-4       | details |
| 2.               | 2004-11-17 | WTA Québec        | hardcourt (i) | Carly Gullickson    | Els Callens Samantha Stosur                | 7-5, 7-5       | details |
| Verloren finales |            |                   |               |                     |                                            |                |         |
| 1.               | 2001-07-29 | WTA Casablanca    | gravel        | María José Martínez | Ljoebomira Batsjeva Åsa Carlsson           | 3-6, 7-64, 1-6 | details |
| 2.               | 2002-04-14 | WTA Amelia Island | gravel        | Åsa Svensson        | Daniela Hantuchová Arantxa Sánchez Vicario | 4-6, 2-6       | details |
| 3.               | 2002-09-22 | WTA Québec        | tapijt (i)    | Fabiola Zuluaga     | Samantha Reeves Jessica Steck              | 6-4, 3-6, 5-7  | details |
| 4.               | 2005-07-24 | WTA Cincinnati    | hardcourt     | Květa Peschke       | Laura Granville Abigail Spears             | 6-3, 2-6, 4-6  | details |

## Prestatietabel grandslamtoernooien
| Legenda | Legenda                          |
| ------- | -------------------------------- |
| g.t.    | geen toernooi gehouden           |
| l.c.    | lagere categorie                 |
| –       | niet deelgenomen                 |
| G       | uitgeschakeld in de groepsfase   |
| 1R      | uitgeschakeld in de eerste ronde |
| 2R      | uitgeschakeld in de tweede ronde |
| 3R      | uitgeschakeld in de derde ronde  |
| 4R      | uitgeschakeld in de vierde ronde |
| KF      | uitgeschakeld in de kwartfinale  |
| HF      | uitgeschakeld in de halve finale |
| F       | de finale verloren               |
| W       | het toernooi gewonnen            |
| w-v     | winst/verlies-balans             |

### Enkelspel
| Australian Open | –  | 1R | 1R | –  | 1R | –  |
| Roland Garros   | 1R | –  | –  | –  | 1R | 1R |
| Wimbledon       | 1R | –  | –  | –  | –  | –  |
| US Open         | 1R | 1R | 1R | 2R | –  | –  |

### Vrouwendubbelspel
| Toernooi        | 2001 | 2002 | 2003 | 2004 | 2005 | 2006 |    | 2008 | 2009 |
| --------------- | ---- | ---- | ---- | ---- | ---- | ---- | -- | ---- | ---- |
| Australian Open | –    | 2R   | 2R   | 1R   | –    | 1R   | 1R | –    |      |
| Roland Garros   | 1R   | 1R   | 2R   | –    | 2R   | 2R   | 1R | 2R   |      |
| Wimbledon       | 1R   | –    | 1R   | –    | –    | 1R   | –  | –    |      |
| US Open         | 3R   | 3R   | –    | –    | 1R   | –    | –  | –    |      |

### Gemengd dubbelspel
| Toernooi        | 2001 |    | 2005 |
| --------------- | ---- | -- | ---- |
| Australian Open | –    | –  |      |
| Roland Garros   | –    | –  |      |
| Wimbledon       | 1R   | –  |      |
| US Open         | –    | 1R |      |